# Abakan
Abakan [abakán] (rusko Абака́н, hakaško Ағбан) je mesto v Rusiji, glavno mesto republike Hakasije. Leži v Ust-Abakanskem rajonu republike. Leta 1931 je vas Hakassk dobila status mesta in današnje ime. Leta 2010 je imelo mesto 163.617 prebivalcev.
Mesto leži v osrednjem delu Minusinske kotline ob izlivu Abakana v Jenisej, 4218 km vzhodno od Moskve.